# Václav Černý (voják)

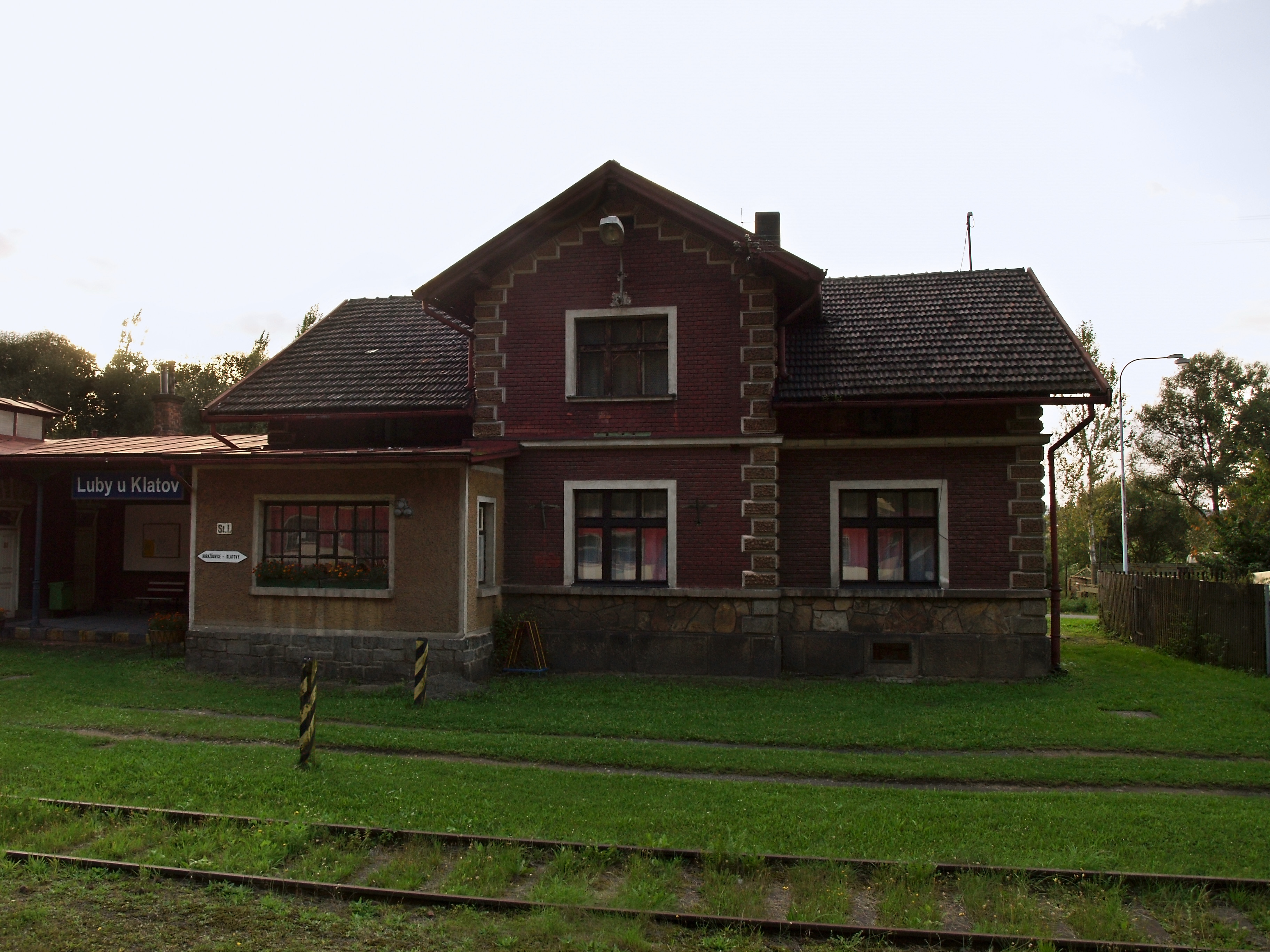
Luby u Klatov – nádraží (2009)

Václav Černý (14. listopadu 1894 Most – 22. června 1942, Spálený les, Luby u Klatov) byl příslušník československých legií na Rusi (účastník bitvy u Zborova), prvorepublikový voják (důstojník) a odbojář, popravený nacisty za protiněmeckou činnost v roce 1942.

## Život
Václav Černý se narodil v roce 1894. Během první světové války musel narukovat do rakousko-uherské armády, byl odeslán na ruskou frontu, kde padl do zajetí a na Rusi vstoupil do řad československých legií. S nimi se účastnil (mimo jiné) i bitvy u Zborova. Po návratu do Československa se rozhodl k činné službě v prvorepublikové armádě a od roku 1921 sloužil jako důstojník u 11. pěšího pluku Františka Palackého v jihočeském Písku. V roce 1922 se tam seznámil s Marií Podhůrskou, oženil se s ní, v roce 1923 se jim narodila dcera Věra a v roce 1929 pak dcera Miloslava. Po vzniku Protektorátu Čechy a Morava a demobilizaci československé armády na jaře a v létě roku 1939 byl major Václav Černý spolu s ostatními důstojníky propuštěn z aktivní služby. V rámci bývalých důstojníků písecké posádky se zapojil do činnosti domácí ilegální vojenské odbojové organizace Obrana národa (ON). Po atentátu na zastupujícího říšského protektora Reinharda Heydricha (27. května 1942) byl Václav Černý (spolu s dalšími šesti bývalými důstojníky čs. armády) zatčen na ulici dne 4. června 1942 a ihned odvezen na nádvoří písecké radnice. Následně byl on a dalších šest s ním zatčených členů Obrany národa podrobeno zostřeným výslechům, během nichž příslušníci Obrany národa nepřiznali vyšetřovatelům nic podstatného. V rámci tzv. druhé heydrichiády byli všichni odsouzeni k trestu smrti „pro destruktivní chování“ a popraveni klatovským gestapem dne 22. června 1942 mezi 19.–20. hodinou na vojenské střelnici v Lubech u Klatov v lokalitě Spálený les (v roce 2018 část Klatov).

## Připomenutí
Jméno Václava Černého je uvedeno na Pomníku Obětem 2. světové války (v centrální evidenci válečných hrobů je pomník evidován pod číslem: CZE-3205-06012), který se nachází v místě bývalé vojenské střelnice v Lubech u Klatov v lokalitě Spálený les. Na tomto místě bylo ve dnech 31. května 1942 až 3. července 1942 zastřeleno 73 osob z Klatovska, Domažlicka, Písecka a Strakonicka. Tuto skutečnost připomíná nápis na předsunutém, symbolickém hrobě: V ROCE 1942 / ZMĚNILI FAŠISTÉ / TOTO MÍSTO V POPRAVIŠTĚ. / VZPOMEŇME / ŽIVOTŮ ZDE ZMAŘENÝCH. Další vysvětlující nápis umístěný na deskách na čelní části pomníku: NA VĚČNOU PAMĚŤ / ČESKÝCH VLASTENCŮ / ZDE POPRAVENÝCH / NĚMECKÝMI FAŠISTY / 31. V. – 3. VII. 1942. / ČEST JEJICH PAMÁTCE. Následuje seznam jmen: ... ČERNÝ VÁCLAV Z PÍSKU .... 

## Dovětky

### Další tři civilisté
Dne 22. června 1942 bylo ve Spáleném lese popraveno celkem deset osob: sedm zmíněných důstojníků z Obrany národa a tři civilisté:
- DOČKAL Vladimír (* 1919) – úředník záložny (ze Sušice),[5]
- SCHEJBAL Josef (* 1921) – úředník (ze Sušice)[5] a
- BARTHOVÁ Kamila (* 1897) – vdova po obchodníkovi (ze Sušice),[5]

které udali jejich sousedé za schvalování atentátu na Heydricha.

### Jak probíhaly popravy ve Spáleném lese (část 1)
Popravy osob na bývalé vojenské střelnici ve Spáleném lese v Lubech u Klatov probíhaly od 31. května 1942 do 3. července 1942. Jednalo se o osoby odsouzené k smrti po atentátu na Reinharda Heydricha a to buď za „schvalování atentátu“, podporu parašutistů nebo i za jinou odbojovou činnost. Prvním popraveným byl dne 31. května 1942 štábní rotmistr československé armády Bedřich Přetrhdílo (* 1894) z Písku, poslední dva popravení ze dne 3. července 1942 byli:
- ŠPRASL Václav (* 1889) – okresní školní inspektor (z Obytce) a
- ŠTEFLÍČKOVÁ Marie (* 1903) – dělnice (ze Strakonic).[5]

Ve dnech 29. června 1942 až 2. července 1942 byli v Lubech u Klatov popraveni obyvatelé Bernartic, kteří podporovali parašutisty z výsadkové skupiny Intransitive (členové rodin: Doubkových, Lukešových, Krzákových, Tupých a Tomkových). Členové rodiny Viktorových z Věšína byli popraveni 1. července 1942 za poskytnutí pomoci četaři Bohuslavu Grabovskému (Intransitive) na cestě do Bernartic. Popravy prováděli příslušníci praporu ochranné policie (Schutzpolizei) z Klatov. Těla zastřelených osob byla ke spálení odvážena do krematoria v Plzni. Celkem bylo na bývalé vojenské střelnici ve Spáleném lese v Lubech u Klatov popraveno 73 lidí, z nich bylo 16 žen. Nejvíce osob (15) bylo popraveno dne 29. června 1942.

### Jak probíhaly popravy ve Spáleném lese (část 2)
Odsouzené osoby byly ihned po příjezdu na místo popravy vyvedeny z auta a svázány k sobě za jednu ruku vždy po dvojicích. Všem odsouzencům byly zavázány oči bílým plátnem a následně byli odvedeni na místo popravy, kde byli postaveni vedle sebe do jedné řady. Deset až patnáct kroků od této řady se rozestavili členové popravčí čety.
Exekuce deseti odsouzených dne 22. června 1942 probíhala podle poněkud odlišného schématu. Odsouzenci šli na smrt klidně a statečně „aufrechter haltung“ – hrdě vzpřímeni. Na místě popravy byli rozděleni do dvou skupin po pěti. V první skupině (řadě) se nacházeli tři civilisté a dva vojáci v hodnosti štábních kapitánů. Ve druhé řadě (skupině) pak ostatní důstojníci s vyššími hodnostmi. Popravčí četa měla pušky již nabité předem. Na jednoho odsouzeného mířili vždy dva muži z popravčí čety, jeden cílil na hlavu a druhý pak na srdce. Rozkaz k palbě byl pronesen velice tiše, první salva zazněla v 19 hodin. Krátce před popravou celá skupina pod velením plukovníka Viktora Vlka z Písku nahlas zvolala: „Sláva, ať žije naše republika!“ Pokud popravený střelbu někdy náhodou přežil (byl těžce raněn) byl následně usmrcen „ranou jistoty“ (střelen pistolí do týla).

### Instruktážní fotografie
Na základě rozhodnutí velitele klatovského gestapa Heinricha Winkelhofera pořídilo gestapo dne 22. června 1942 na popravišti v Lubech u Klatov patnáct dokumentačních fotografií. Tyto fotografie měly sloužit jako jakýsi „návod na popravu“ (s přesně stanovenými fázemi) pro další exekuční komanda působící na území Protektorátu Čechy a Morava. Tato série „instruktážních“ fotografií, které ukazovaly, jak má vzorová exekuce vypadat, byla nalezena v květnu 1945 na pražském posádkovém velitelství spolu s dálnopisem s poznámkou: „informovat a dále rozšířit“. Po skončení druhé světové války u Mimořádného lidového soudu v Klatovech se nacistický válečný zločinec Heinrich Winkelhofer hájil tím, že se necítí vinen vyjma toho, kdy konal svoji povinnost a že se vždy stavěl proti zločineckým nacistickým nařízením, ale že byl jen malým kolečkem v nacistickém stroji, takže jeho úsilí bylo často bezvýsledné. Byl odsouzen k trestu smrti (29. dubna 1947) a popraven oběšením (30. dubna 1947) na dvoře klatovského soudu.